# Nolan Richardson
Nolan Richardson (El Paso, 27 dicembre 1941) è un ex cestista e allenatore di pallacanestro statunitense.
È membro del Naismith Memorial Basketball Hall of Fame dal 2014, in qualità di allenatore.

## Carriera
Ha iniziato la carriera da allenatore alla Bowie High School di El Paso, proprio nella squadra in cui aveva giocato a livello di high school. È rimasto in Texas dal 1968 al 1978, vincendo 190 partite e perdendone 80. Dal 1978 al 1980 ha guidato la squadra del Western Texas Junior College, collezionando 101 vittorie e 14 sconfitte nell'arco di tre campionati, vincendo il titolo nazionale NJCAA nel 1980.
Dal 1980 al 1985 ha allenato la University of Tulsa, vincendo il National Invitation Tournament 1981. Si è poi trasferito alla University of Arkansas, che ha guidato per 17 stagioni fino al 2002. Con i Razorbacks ha vinto il titolo NCAA 1994, venendo premiato a livello personale con i premi Naismith College Coach of the Year e NABC Coach of the Year.
Ha proseguito la carriera allenando anche due squadre nazionali: Panama e Messico. Dal 2009 al 2011 ha allenato le Tulsa Shock in WNBA.

## Palmarès
- Campione NCAA: 1994
- Campione NIT: 1981
- Naismith College Coach of the Year: 1994
- NABC Coach of the Year: 1994